# أندريه برانش
أندريه برانش (بالإنجليزية: Andre Branch)‏ هو لاعب كرة قدم أمريكية أمريكي، ولد في 14 يوليو 1989 في ريتشموند في الولايات المتحدة.

## وصلات خارجية
- أندريه برانش على موقع إي إس بي إن.كوم (أن.أف.أل)3
- أندريه برانش على موقع مرجع كرة القدم المحترفة.كوم (الإنجليزية)